# Bộ Mao lương

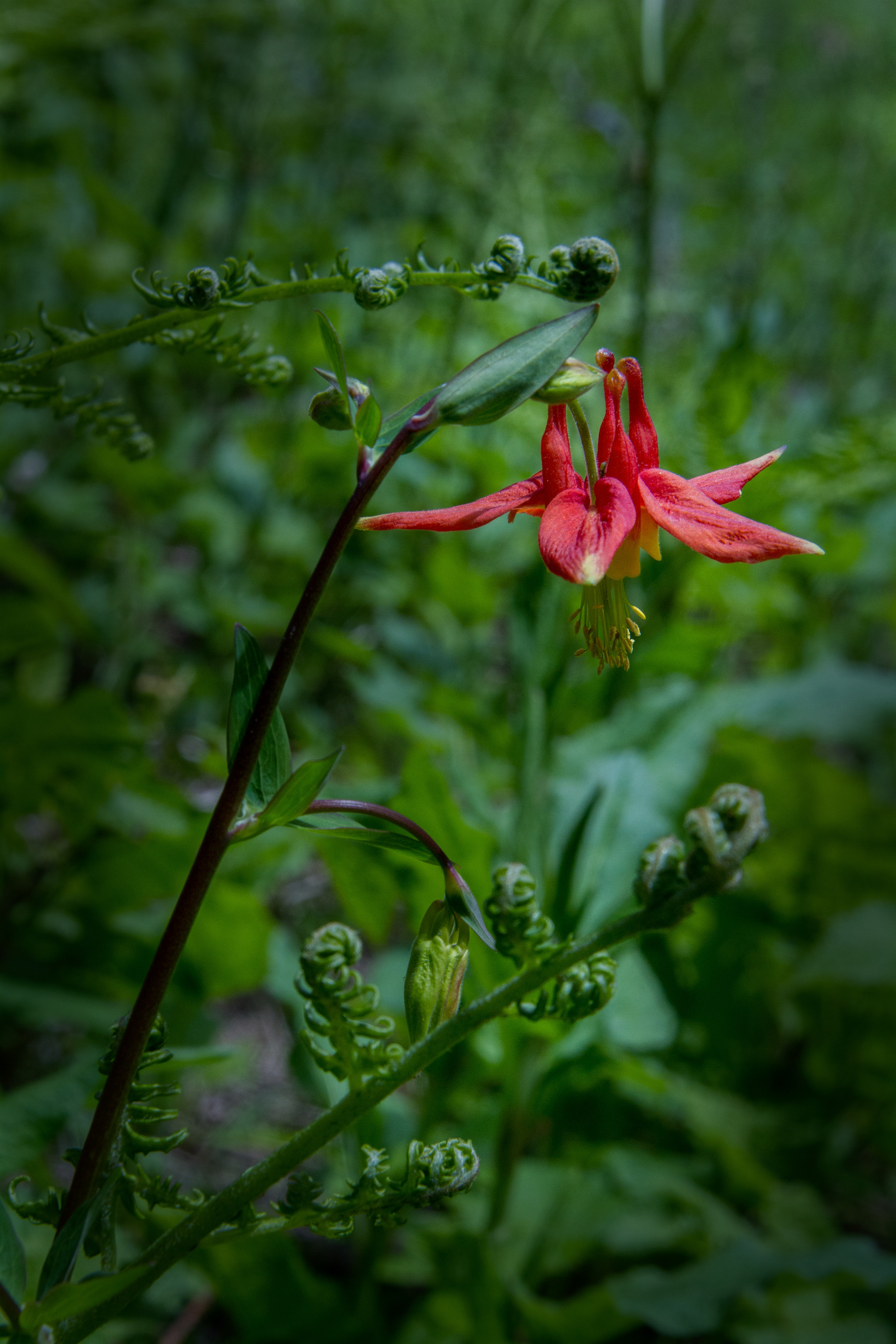
Một nhành bông mao lương đỏ

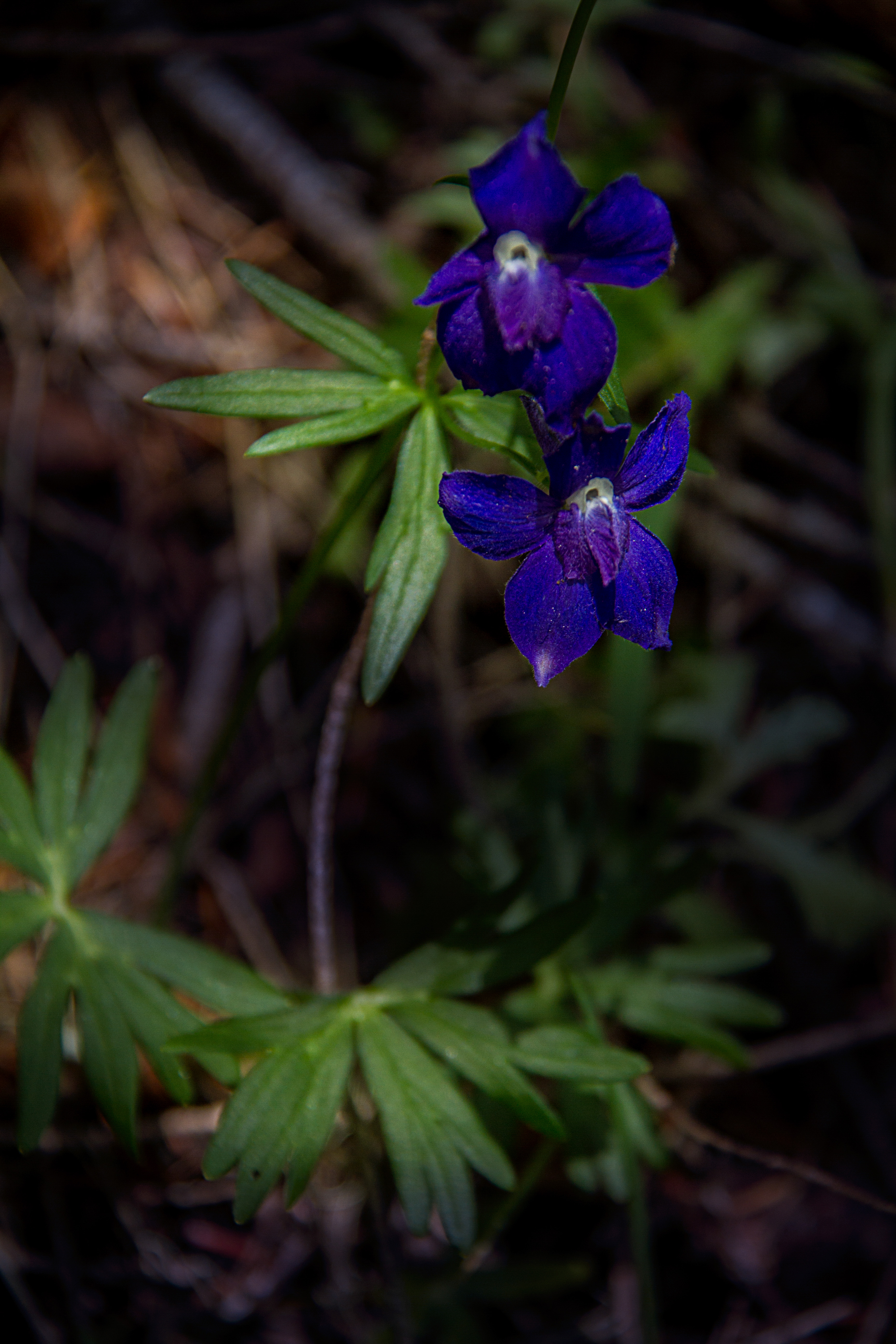
Một nhành bông mao lương tím

Bộ Mao lương (danh pháp khoa học: Ranunculales) là một bộ thực vật có hoa. Để có bộ này ít nhất nó phải chứa họ Ranunculaceae, họ của các loài mao lương. Bộ Mao lương chiếm khoảng 1,6% sự đa dạng của thực vật hai lá mầm thật sự.
Theo APG, bộ này chứa 7 họ với khoảng 200 chi và 4.400-4.500 loài. Magallön và ctv. (1999) cho rằng bộ này có niên đại khoảng 70 triệu năm trước (Ma), dựa trên các hóa thạch sớm nhất được coi là của bộ này. Tuy nhiên, nó là của thành viên trong họ Menispermaceae không cơ bản để quyết định. Anderson và ctv. (2005) xác định niên đại của nhánh phần thân cho bộ này là khoảng 122-120 Ma, sự rẽ nhánh trong nó bắt đầu vào khoảng 121-114 Ma. Tất cả các họ đã rẽ ra trước 105 Ma, ngoại trừ Ranunculaceae/Berberidaceae (khoảng 104-90 Ma). Một số báo cáo cho thấy sự hình thành quả bị làm chậm lại (tới 2 tháng sau khi thụ phấn), bao gồm Circeasteraceae, Eupteleaceae, Lardizabalaceae và Ranunculaceae (Sogo & Tobe 2006).
Các mối quan hệ trong bộ này được nghiên cứu và hiểu khá rõ. Hoot và Crane (1995), Kadereit và ctv. (1995), Oxelman và Lideacuten (1995), hay Hoot và ctv. (1999), Soltis và ctv. (2003), Kim và ctv. 2004), Worberg và ctv. 2006, 2007), tất cả đều cho rằng Eupteleaceae có thể là nhóm chị em với toàn bộ các họ còn lại trong bộ, mặc dù sự hỗ trợ cho vị trí đó trong một số nghiên cứu chỉ ở mức độ trung bình. Lưu ý rằng một số nghiên cứu trước đây cho rằng Ranunculaceae là nhóm chị em với các họ khác (Soltis và ctv. 2000). APG II cũng cho phép một tùy chọn về khả năng tách ra hay nhập vào của các họ Papaveraceae (nghĩa hẹp), Fumariaceae và Pteridophyllaceae trong họ Papaveraceae (nghĩa rộng). Bộ Anh túc (Papaverales) trước đây nói chung được coi là một bộ tách rời cận kề với bộ Mao lương (Cronquist 1981; Dahlgren 1989), nhưng rõ ràng là không có vị trí để thừa nhận điều này (xem hình), đặc biệt là khi sự hỗ trợ cho giả thuyết về vị trí của Eupteleaceae như là nhóm chị em với toàn thể nhánh này càng được củng cố thêm.
Cả hệ thống APG (1998) và hệ thống APG II (2003) đều công nhận bộ này và đặt nó trong nhóm các thực vật hai lá mầm thực thụ cơ bản (basal eudicots) và không quy tiếp thành các nhóm lớn hơn nữa. Các hệ thống này sử dụng định nghĩa sau:

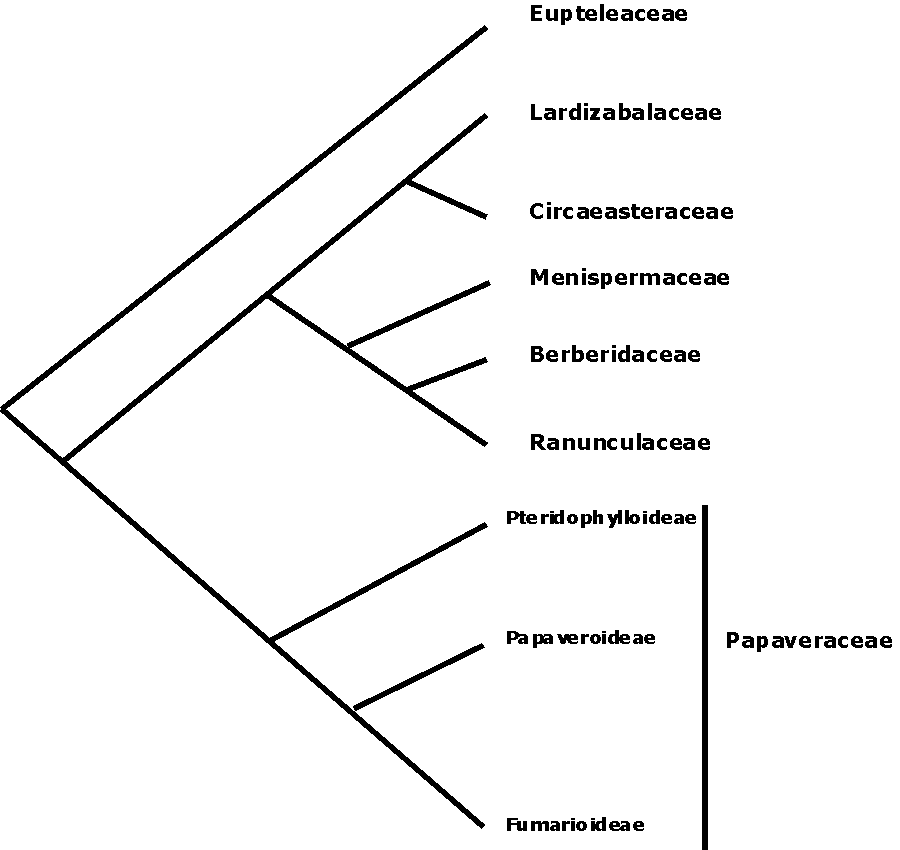
Quan hệ phát sinh loài trong bộ Mao lương

- Bộ Ranunculales
Họ Berberidaceae: Họ Hoàng mộc
Họ Circaeasteraceae: Họ Tinh diệp thảo
[+ Họ Kingdoniaceae ]: Độc diệp thảo
Họ Eupteleaceae: Họ Lĩnh xuân
Họ Lardizabalaceae: Họ Mộc thông
Họ Menispermaceae: Họ Biển bức cát, tiết dê
Họ Papaveraceae: Họ Anh túc
[+ Họ Fumariaceae = Fumarioideae]: (Phân) họ Tử cận
[+ Họ Pteridophyllaceae = Pteridophylloideae]
Họ Ranunculaceae: Họ Mao lương

Ghi chú: "[+...]" = Các họ tách ra tùy chọn, có thể tách hoặc không tách từ họ trước đó.
Theo định nghĩa này, các thành viên được biết nhiều của bộ Ranunculales bao gồm các loài mao lương, ông lão, lâu đẩu, phi yến và anh túc.
Hệ thống Cronquist (1981) cũng công nhận bộ này, nhưng đặt nó trong phân lớp Magnoliidae, thuộc lớp Magnoliopsida [= thực vật hai lá mầm]. Nó sử dụng định nghĩa sau:
- Bộ Ranunculales
Họ Berberidaceae
Họ Circaeasteraceae
Họ Coriariaceae
Họ Lardizabalaceae
Họ Menispermaceae
Họ Ranunculaceae
Họ Sabiaceae
Họ Sargentodoxaceae

Trong hệ thống Cronquist thì các họ Papaveraceae và Fumariaceae (bao gồm cả các loài thực vật trong họ tùy chọn Pteridophyllaceae) được coi như là một bộ riêng gọi là Papaverales, được đặt trong cùng phân lớp Magnoliidae.